# Lieu-Saint-Amand
Lieu-Saint-Amand település Franciaországban, Nord megyében. Lakosainak száma 1464 fő (2022. január 1.). Lieu-Saint-Amand Neuville-sur-Escaut, Avesnes-le-Sec, Bouchain, Hordain és Noyelles-sur-Selle községekkel határos.

## Népesség
A település népességének változása:
| Lakosok száma | 1336 | 1338 | 1349 | 1388 | 1426 | 1465 | 1461 | 1464 |
|               | 2013 | 2015 | 2017 | 2018 | 2019 | 2020 | 2021 | 2022 |